# Auxey-Duresses
Auxey-Duresses è un comune francese di 350 abitanti situato nel dipartimento della Côte-d'Or nella regione della Borgogna-Franca Contea.

## Società

### Evoluzione demografica
Abitanti censiti